# コズミック・イラの勢力

コズミック・イラの勢力（コズミック・イラのせいりょく）では、テレビアニメ『以降のアニメ作品シリーズや、漫画および小説『機動戦士ガンダムSEED ASTRAY』以降の公式外伝作品、その他関連作品に登場する架空の組織を列挙する。

## 国家

### アフリカ共同体
北アフリカ、西アフリカ地域の国家による経済・軍事同盟。
非プラント理事国であり、南アフリカ統一機構とは対立関係にあったため、親プラント国という立場をとりザフトのバルトフェルド隊を駐留させていた。しかし、地球連合軍所属のアークエンジェルおよびサイーブ・アシュマン率いるレジスタンス「明けの砂漠」との戦闘にバルトフェルド隊が敗北。その後、地球連合軍の反攻作戦によりプラント地上軍が撤退したのち、無数の自治区に分裂して事実上共同体としては崩壊したとされている。

### オーブ連合首長国
南太平洋ソロモン諸島に存在する中立国家。首都はオロファト。

### スカンジナビア王国
ノルウェー、スウェーデン、フィンランドからなる王国。首都は不明。
オーブ連合首長国、赤道連合と同じ中立国であったが、大戦の最中であるCE71年6月になかば恫喝に近いかたちで地球連合に加盟させられた。また、連合によるオーブ侵攻の際には同国に救援を行う。
停戦後は再び中立を宣言し、同国の外交官リンデマンはユニウス条約の締結に尽力する。しかし、ユニウスセブン落下テロ事件後は地球連合が提唱する「世界安全保障条約機構」に加盟し、再度連合側となる。同時に、表向きは地球連合に加盟しながらも国王家の計らいで、第三勢力であるアークエンジェルとキラ・ヤマトたちクルーを匿っていた。ギルバート・デュランダルが全世界に提示したデスティニープランにオーブとともに反意を示す。
なお、シーゲル・クラインは、C.E.22年にスカンジナビア王国で極秘裏に出生したコーディネイターである。

### 赤道連合
大陸の東南アジア、南アジア地域による連合国家。首都は不明。劇中には明示的に登場しない。
C.E.70年からの大戦時はオーブ、スカンジナビア王国と同じ中立国であったが、C.E.71年6月に恫喝に近いかたちで地球連合に加盟させられている。C.E.73年のブレイク・ザ・ワールド事件後は、大西洋連邦の呼びかけによりほかの地球各国と世界安全保障条約機構に加盟する。その後は国内で反戦デモ等が行われていたようであり、死傷者が千人にも及んだと報道されている。インド洋前線基地の建設では、地元民たちを強制労働に就かせていたこともあり、インド洋での戦闘が発生する。

### 大西洋連邦
アメリカ、イギリス、カナダ、メキシコなどによる北アメリカの連邦国家。首都はワシントンD.C.。

### 大洋州連合
オセアニア地域による連合国家。首都はウェリントン。劇中には明示的に登場しない。
非プラント理事国であり、理事国によるプラント支配化においてはその利益を享受できない国家であった。しかし、プラントと理事国の関係が悪化したC.E.68年には極秘裏にプラントと食料品・工業生産品の交易を取り決め、C.E.70年2月18日にはシーゲル・クラインによる積極的中立勧告を受託。同月20日にはプラント支援を表明し、親プラント国家となった。
大洋州連合政府はザフトに対し、抽象的無形的支援にとどまらず地球上の侵攻・制圧に用いる拠点用地を提供しており、最重要拠点カーペンタリア基地は大洋州連合内に存在する。
大洋州連合がここまで極端な親プラント政策をとる理由は、C.E.70年2月19日 - 20日のあいだに大西洋連邦が南アメリカ合衆国を武力併合したことによるものであるが、相対的に冷遇状態のプラント非理事国である南アメリカ合衆国・大洋州連合両国に対しプラントが優先的に物資提供するという優遇措置を表明したからであった。また、大洋州連合はプラントの技術やコーディネイターを労働力として労働生産性の高い人種を積極的に受け入れることで平均的な国民総生産ならびに国際競争力の向上を目指している。
『SEED DESTINY』開始時、カーペンタリア基地のあるオーストラリア大陸を除いて地球連合の勢力圏となっている。

### 東アジア共和国
北海道を除く日本、中華人民共和国、朝鮮民主主義人民共和国、大韓民国、モンゴル国、台湾など極東地域が集合した共和国。首都は台北か南京かと、異なる説がある。
地球連合所属国家であり、多くの人口に支えられた工業力が強みになっている。C.E.70年7月12日には、同国の資源衛星「新星」が攻防戦の果てにザフトにより制圧された。翌年C.E.71年1月23日にはマスドライバーのある「カオシュン宇宙港」が陥落している。
停戦後のユニウスセブン落下テロ事件によって北京は壊滅的被害を受け、上海も破片が直撃して消滅する。ロゴス討伐を表明したギルバート・デュランダルに同調（ユーラシア連邦などほかの地球連合国家と同調するかたちで）し、海軍艦艇（艦載MSとしてウィンダムが搭載されていた）が対ロゴス同盟軍としてザフト軍ジブラルタル基地へ合流する。
公式地図では、ウラジオストク、ナホトカなどのピョートル大帝湾（沿海州南部）とブータン、アッサム州、カシミール、ゴルノ・バダフシャン自治州などが同国となっている代わりに、黒龍江省と北海道、新彊ウイグル自治区北部、モンゴル北部がユーラシア連邦領に、海南島が赤道連合領になっている。
この国とオーブが成立したC.E.では、国家としての日本は消滅している。『公式ホームページ』の見解では、日本は物語の展開にあまり関係が無い上、現実と下手にリンクさせると様々な誤解が起きる場合があるので敢えて触れずにいる主旨がある。公式ホームページ『ガンダムSEED MSV開発系譜図』では、フジヤマ社製の「ライゴウ」が開発される。

### 汎ムスリム会議
アラビア半島～パキスタンまでのイスラム諸国による連合国家。首都は不明。
書籍『機動戦士ガンダムSEED コズミック・イラ メカニック&ワールド』の世界地図では中立国とされているが、同著の説明欄では反連合・大西洋連邦としての色が強い経済・軍事同盟であり、C.E.70年からの大戦時は親プラント国家のひとつだったとしている。

### ファウンデーション王国
C.E.75年を舞台とする劇場アニメ『機動戦士ガンダムSEED FREEDOM』に登場。ザフトの支援によって、ユーラシア連邦から独立した新興王政国。

### プラント
L5に存在するコロニー群。首都はアプリリウス市。

### マーズコロニー群
『機動戦士ガンダムSEED C.E.73 Δ ASTRAY』から登場。火星の開発を行っているコロニー群。ここに住む人々は「マーシャン」と呼ばれており、マーシャンは地球居住者のことを「テラナー」と呼んでいる。年に一度運行される定期宇宙便で地球を行き来している。火星では作れない珍しい食材を求めて、マーシャンたちは希少金属を運んで来る。
C.E.70年代初期に築かれた人類の大規模コミュニティーのうちのひとつであり、地球から最遠方に位置するものである。目的は火星圏のレアメタル採掘である。
その開発事業者はナチュラルたちである。ただ、過酷な環境ゆえに開発事業は困難を極め、コロニーのひとつオーストレールコロニーにおいては、火星開発用コーディネイター「マーシャン」を作り出して事業や入植を進めた。毎年一度に、オーストレルコロニー使節団を載せた定期便が地球を訪れるが、彼らが事実上交流するのは同じコーディネイターとして友好関係にあるプラント、中立機関DSSDのみである。ほかのマーズコロニー群の動向については、描写がないため不明である。
アグニス・ブラーエをリーダーとする使節団は、火星コロニーの1基「オーストレールコロニー」から訪れていた。このコロニーは少ない人員と苛酷な環境に対応するため、必要とされる職種に合わせて遺伝子調整されたメンバーによって構成されており、ギルバート・デュランダルは高い興味を示していた。デュランダルが考案するデスティニープランが実行された世界と似ているためだと思われる。この酷似が偶然か故意かは不明。また、オーストレールコロニーにおいてデルタアストレイとガードシェルが開発されていた。
ユニウスセブン落下テロ事件による開戦直後の艦隊戦においてザフトを支援したこともあり、地球連合軍からは親ザフト勢力と見なされ、ファントムペインの攻撃を受ける。
なお、プラントとは友好関係にあるが、デルタアストレイに自爆装置といっても差し支えないシステムを搭載しており、オーストレールコロニー上層部はプラントも含めてテラナーのことを信用していないと思われる。
しかし『VS ASTRAY』では、火星に帰還したナーエ・ハーシェルが火星政府との交渉を成功させて再び地球に赴いており、崩壊したライブラリアンのメンバーであったプレアや数人のリリーたちを火星に移住させる。

### 南アフリカ統一機構
南部アフリカ、東アフリカの国々による統一国家。首都はナイロビ。
地球連合にはアフリカ共同体との対立を受け、所属している。
領内にビクトリア湖を灌漑してその上に建造した、ユーラシア連邦と共同開発のマスドライバー施設「ハビリス」を有するビクトリア宇宙港をもつが、ジブラルタルに基地を建設し、アフリカ共同体にも進駐したザフトからC.E.70年3月8日の第一次ビクトリア攻防戦、C.E.71年2月13日の第二次ビクトリア攻防戦と二度にわたる侵攻を受けたことで、国土の大部分とマスドライバー「ハビリス」およびビクトリア宇宙港が占領された。その際、アフリカ戦線の劣勢から地球連合軍は一時的に南アフリカ統一機構を見捨てた模様。C.E.71年6月18日の第三次ビクトリア攻防戦では、ビクトリア宇宙港のザフトを撃滅。この「ハビリス」の奪回により、以降の地球連合軍は宇宙に戦力を打ち上げる手段を取り戻し、宇宙への大規模戦力輸送が再び可能になる。
ユニウスセブン落下テロ事件による被害として、ユニウスの破片のうち1個が大西洋連邦技術支援とNJC供給によって建造された核発電施設から1キロメートル圏内に落ち、発電施設はその衝撃で見る影もなく破壊され大規模な廃墟となり、施設の核炉心にも影響を及ぼし暴走を開始した事件がある。直後の一大復旧作戦によって事態は収束するが、一時は核発電所の炉心が暴走しての大規模核爆発&広範囲への核放射性物質の散乱危機にまで追い込まれる。
C.E.73年では地球連合加盟国の立場を維持。この時期では南アフリカ統一機構はガドワ議長が首班を務めている模様であり、大西洋連邦大統領の発言を受けて何らかのリアクションを取ったようだが、仔細は不明。

### 南アメリカ合衆国
ブラジルなどのラテンアメリカ諸国による連邦国家。首都はブエノスアイレス。『SEED DESTINY』の小説版では、南アメリカ連邦という記述も存在する。
地球連合-プラント開戦から7日後のC.E.70年2月18日、地球連合に協力参加しないならプラントからの優先的物資提供をおこなう、というシーゲル・クライン議長からの「積極的中立勧告」を受け、それを受諾する。翌19日、地球連合軍の侵攻を受け、パナマ宇宙港を軍事占領され、大西洋連邦に併合された。
停戦後、大西洋連邦からの独立を目指しエドワード・ハレルソンを筆頭に、南アメリカ独立戦争が起こる。その後、ユニウス条約の発効により戦前の状態に国境線が戻されることになり、主権を回復する。
ところが、『SEED DESTINY』開始時点（C.E.73年）では、再度大西洋連邦に吸収されていた。これは『SEED DESTINY』小説版2巻でも言及されており、かつて連合に逆らった際の仕打ちを踏まえてブレイク・ザ・ワールド事件後に提唱された「世界安全保障条約機構」に加盟したためだとされている。
『機動戦士ガンダムSEED C.E.73 STARGAZER』作中で描かれたC.E.73年のユニウスセブン落下テロ事件では、破壊されたユニウスセブンの破片の落下による津波で旧ブラジル地区フォルタレザ市が甚大な被害を受け、その直後にザフト脱走兵の勢力によるものと思われるジン タイプ インサージェントの攻撃を受けるが、救援に駆けつけた地球連合軍の攻撃ヘリコプターおよびリニアガン・タンクにより撃破される（フォルタレザ市MSテロ）。

### ユーラシア連邦
ロシア連邦、EU、西アジア、黒龍江省と北海道が統合した連邦国家。

## 軍事勢力

### 明けの砂漠
『機動戦士ガンダムSEED』にて登場。サイーブ・アシュマンをリーダーとするアフリカの武装組織。ヘリオポリス襲撃事件後のカガリ・ユラ・アスハも一時期、ここに滞在する。

### アンティファクティス
『機動戦士ガンダムSEED ECLIPSE』にて登場。C.E.72年の「空白の二年」と呼ばれる時期に暗躍する謎の組織。構成員の大半がハーフコーディネイターである。ジングラディエイターやエールカラミティなどのモビルスーツを多数所有している。
組織の実質的な指導者であるジョエル・ジャンメール・ジローの正体がブルーコスモスの工作員であり、ブルーコスモスや大西洋連邦が世論に有利になるように組織のメンバーが扇動されている状態だった。そして、ホーリがケンに勝利した後、ジョエルは組織のメンバーを皆殺しにして、ブーストレイダーで出撃する。

### ODR
『機動戦士ガンダムSEED ECLIPSE』にて登場する組織。正式名称はオーブ外務省外郭団体国際協力機構管轄団体組織国際災害救助隊で、通称は「オーダー」。オーブ国籍者の海外における生命財産の保護を目的とする組織。エクリプスガンダムを二機所有していたが、パイロットの一人ケン・ノーランド・スセの裏切りによって、核エンジンを搭載したエクリプスガンダム2号機を奪取されてしまう。

### 港湾労働者組合
『機動戦士ガンダムSEED ECLIPSE』にて登場する、赤道連合のシンガポールで活動するテログループ。裏でアンティファクティスの支援を受けていたが、オーブから派遣されてきたODR（オーダー）によって制圧される。

### コンパス
『機動戦士ガンダムSEED FREEDOM』に登場。オーブ、プラント、大西洋連邦の三国により組織された世界平和監視機構。

### サーペントテール
『機動戦士ガンダムSEED ASTRAY』以降の外伝作品で登場。正規軍の部隊ではなく、傭兵が集まって作られたチームである。宇宙での根城はスネイル。
メンバーは、戦闘要員として叢雲劾、イライジャ・キール、後方支援要員としてリード・ウェラー（情報収集）、ロレッタ・アジャー（爆破および内部工作）、風花・アジャー（依頼の交渉や使節など）がおり、その実力は超一流である。
通常の傭兵は報酬のみで行動するが、サーペントテールの場合はそれ以外の何かも基準として活動する。メンバーは常時このチームで行動するわけではなく、個人で動く場合もある。劇中では殺戮や弾圧に関連した依頼は請けず、任務中もそのようなことにならないように配慮する。

### ザフト
プラントの国軍である軍事組織。

### ザフト脱走兵
『機動戦士ガンダムSEED DESTINY』『機動戦士ガンダムSEED DESTINY ASTRAY』以降に登場。第1次連合・プラント大戦の停戦、プラント政府による地球連合との和平を不服とし、亡きパトリック・ザラ最高評議会議長の思想に忠実であろうとするザフト脱走兵たちのテロリストグループ。組織同士の提携はないものの、その活動を統括し、支援する組織・人物の存在があったと推測されている。
おもに廃棄されたコロニーなどを拠点にしており、プラント国内の賛同者からの支援を受けて活動を行っている。所属している兵士の多くは、「血のバレンタイン事件」で破壊されたユニウスセブンに在住していたコーディネイターたちの親族や関係者が多い。
所有するMSは『DESTINY』時点では旧式化しているゲイツRやジンハイマニューバ2型だが、熟練のMSパイロットでもあるため、最新鋭機を保有するザフト正規軍にとって大きな脅威になっている。
C.E.72年、残骸となったユニウスセブンでユニウス条約の調印式が行われようとした際に、関係者全員を抹殺するべく式典用に偽装した実戦用のジンおよび少数のゲイツ・ジンなどを陽動部隊として使用した強襲が行われようとしていたが、サーペントテールの叢雲劾やジャン・キャリーに阻止されて壊滅する。
C.E.73年、ユニウスセブンの残骸の地球落下およびジェネシスαを用いた地球への直接攻撃をもくろんでいたが、ジェネシスαの占拠はジャンク屋組合の抵抗にあい失敗。しかし、ユニウスセブンの残骸はザフトおよび地球連合軍双方による介入・阻止作戦が行われるも最終的に地球へと落下し、「ユニウスセブン落下テロ事件（ブレイク・ザ・ワールド）」と呼ばれる地球へ壊滅的な被害をもたらす。このテロ事件は、ユニウス条約締結以来一応は均衡状態のまま推移していた地球連合・プラント間の溝を深める結果となる。
サトーの項目も参照。

### 閃光の旅団
『機動戦士ガンダムSEED DESTINY ASTRAY B』にて登場。リリー・ザヴァリーの一人が率いる宇宙海賊。ストライクダガーやレイスタなどのMSを保有している。アメノミハシラの襲撃に失敗したあとに解散される。

### 大西洋連邦宇宙軍
公式年表に登場。C.E.10年に大西洋連邦が設立した軍事組織。

### 第四軍
『機動戦士ガンダムSEED FRAME ASTRAYS』に登場。ルカス・オドネルが東アジア共和国第13密林保護区にて結成した連合、ザフト、現地ゲリラに対する第四の勢力。連合やザフトからの脱走兵などで構成されていた。おもなMSはライゴウ、ジスト専用シグー、スー専用ザクウォーリア、シビリアンアストレイ0カスタム+I.W.S.P.など。
『FRAME ASTRAYS』中盤で結成されたが、終盤で連合・ザフト・現地ゲリラによる混成部隊と交戦し、劾がルカスを討ったことで壊滅する。
『VS ASTRAY』エピローグでは、ライブラリアンのアジア圏でのデータ保管所を破壊しに来たエヌディ・ヒィが第四軍の残党と遭遇・交戦していた。

### 地球連合軍
地球の複数国家が結集して組織された軍事組織。

### 東アジア共和国航空宇宙軍
C.E.10年に東アジア共和国が設立した軍事組織。

### ブラックナイトスコード
『機動戦士ガンダムSEED FREEDOM』に登場。ファウンデーション女王を守護する親衛隊で、正規軍を統括する上位部隊。

### 南アメリカ軍
『機動戦士ガンダムSEED DESTINY ASTRAY』に登場。南アメリカ合衆国が保有する軍事組織。南米独立戦争ではエドワード・ハレルソンを中心として地球連合軍と交戦する。基地として第12基地と第33仮設野営基地がある。

### ユーラシア宇宙軍
公式年表に登場。C.E.10年にユーラシア連邦が設立した軍事組織。

### 傭兵部隊X
『機動戦士ガンダムSEED DESTINY ASTRAY』から登場。ユーラシア連邦から脱走したカナード・パルスをリーダーとする傭兵部隊。母艦はアガメムノン級宇宙母艦前期型「オルテュギア」→「オルテュギア改」。
前身はユーラシア連邦が対大西洋連邦用に設立した「特務部隊X」であるが、ユーラシア連邦が大西洋連邦との融和路線に移行したことで、部隊は強制解散されることになり、指揮官のジェラード・ガルシアの不手際もあって、解散を不服とするカナードを始めといた兵員たちが脱走し、そのまま傭兵といて活動開始する。依頼交渉や母艦の運用は、副官のメリオル・ピスティスが行っている。

### ライブラリアン
『機動戦士ガンダムSEED VS ASTRAY』から登場。一族の遺産を引き継いだプレア・レヴェリーが最高位の最高司書官にある謎の組織。データを重視する傾向にあり、その特徴はパイロットや運用するMSにも反映されている。
特定の人物の記憶や遺伝子を培養した素体に植え付けることで、その人物を限りなく再現する独自技術をもっており、こうして作られた人間はカーボンヒューマンと呼ばれる。ライブラリアンのパイロットの多くも、組織が保有するパーソナルデータから作られたカーボンヒューマンである。作成されているカーボンヒューマンはロンド・ギナ・サハクやグゥド・ヴェイアなど、ほとんどが死亡した人物である。
所有するMSは、C.E.73年時点から一世代遅れたMSの改修機が主であり、全機がストライカーシステムに対応しており、ストライカーパック用背部プラグが追加されている。連合・ザフト・オーブとあらゆる陣営のMSのデータを保有しており、それらがベースとされている。
強化改修機
- LR-GAT-X102 レーゲンデュエル
- LH-GAT-X103 ヘイルバスター
- LG-GAT-X105 ゲイルストライク
- LN-GAT-X207 ネブラブリッツ
- LN-ZGMF-X13A ニクスプロヴィデンス
- LV-ZGMF-X23S ヴァンセイバー
- MBF-P05LM アストレイ ミラージュフレーム
  - MBF-P05LM2 アストレイ ミラージュフレーム セカンドイシュー
  - MBF-P05LM3 アストレイ ミラージュフレーム サードイシュー

## 企業

### IDEX社
ライトニングストライカーの開発を担当していたが、連合軍軍部から要求スペックを満たせなかったため中止されられる。その後、計画を引き継いだモルゲンレーテ社製の大容量バッテリーと高性能小型冷却システムを採用したことで完成している。

### アクタイオン・インダストリー社
地球連合軍・ザフト双方と取引をしている民間企業であり、戦闘車両を主力商品としていたが、MSの開発にも参入し、ゲルフィニートやハイペリオンを納入している。いずれの機体も不採用となるが、ゲルフィニートで培われた技術をもとに、ドラグーンシステムに用いられる量子通信技術の礎を作っている。その後のC.E.73年には、少数ながらもハイペリオンの系列機であるハイペリオンGの仮採用に漕ぎ付けている。
その後、ファントムペインが推進するアクタイオン・プロジェクトでは、GAT-Xシリーズの強化改修で中心的な役割を果たし、完成したMSはファントムペインなどの戦力として戦果を上げている。なお、大株主はロゴスの幹部。
開発した兵器
- CAT1-X（1~3）/3 ハイペリオン
- CAT1-XG（1~12）/12 ハイペリオンG
- NMS-X07PO ゲルフィニート
- MBF-P02VV ターンレッド
- CAT1-VGR ハイペリオンGR
- CAT1-VGL ハイペリオンGL
- パワードスーツ グティ

OEM生産
- GAT-X102 デュエル
- GAT-X103 バスター
- GAT-X105 ストライク
- GAT-X207 ブリッツ
- GAT-X303 イージス

強化改修機
- GAT-X1022 ブルデュエル
- GAT-X103AP ヴェルデバスター
- GAT-X105E ストライクノワール
- GAT-X207SR ネロブリッツ
- GAT-X303AA ロッソイージス
- MBF-P0X アストレイノワール
- GAT-X131B ブラウカラミティ
- GAT-X370G ゲルプレイダー
- GAT-X252R ロートフォビドゥン

### アドヴァンスト・スペース・ダイナミック社
P・M・P社、モルゲンレーテ・エアロテック社、フジヤマ社ほか、数社とコスモグラスパーを共同開発している。

### アドゥカーフ・メカノインダストリー社
ザムザザー、ゲルズゲーといった大型MAの開発を専門とする企業。製品の多くに陽電子リフレクターが装備されている。機体が装備する自社開発の火器には旧東欧の人名、ロシア語の名称が付いている。
設定担当・森田繁のコメントによれば、C.E.73年における地球連合のMA転換は連合内の企業間競争が要因のひとつであるという。また、「アドゥカーフ」という社名の綴りADUKURFは「FUKUDA」のアナグラムと説明している。
開発したMS、MA
- YMAF-X6BD ザムザザー
- YMFG-X7D ゲルズゲー
- TS-MB1B ユークリッド
- GFAS-X1 デストロイ

### ウィンスレット・ワールド・コンツェルン社
『SEED ASTRAY 天空の皇女』に登場。地球連合やプラントと繋がりのある企業。ラス・ウィンスレットの父親が代表を務めていたが、C.E.71年のオーブ解放作戦でラスの父親が死亡し、以降は地球連合により運営されていた。しかし、物語の途中でフェアネス・ツヴァイクレや劾たちの協力を得たラス・ウィンスレットが経営権を連合から取り戻す。

### G.A.R.M. R&D
コロニー「メンデル」にある、コーディネイター産出を一大産業としていた企業。C.E.68に、メンデル内でバイオハザード（ブルーコスモスの暗躍が囁かれている）が起きた影響で倒産している。

### ザスタバ社
ユーラシア連邦製MSであるハイペリオンのRFW-99 ビームサブマシンガンを開発した。

### ジャンク屋組合
『機動戦士ガンダムSEED ASTRAY』から登場。
成立まで
ジャンク屋とは、おもに宇宙機器のデブリを扱う廃品回収業者である。回収対象は軍需品、民需品を問わない。扱う廃品には大規模な機動兵器なども多かったが、彼らは長らく独立した個人事業主であった。
しかし、第1次連合・プラント大戦の開戦で、業者たちは自衛の必要に迫られ、前線で破壊され帰還不能となって各国が回収リサイクルを必要とする兵器の量も激増する。このため、業界全体の統一された仕組み作りが必要になった。
マルキオ導師と数名の有識者たちは、ジャンク屋たちを、業界団体「ジャンク屋組合（ギルド）」としてまとめあげ、その業務規定、国際ルール作りを全国家政府と会談してまわった。その結果、ジャンク屋の有する業務上の特権や統一された業務内容が取り決められ、大規模な国内法改正を要するこの案件は、プラントを含む世界の全国家に国際条約として批准された。また、従来ばらばらであったジャンク屋事業者が組合として統合されたことで組織体力が増し、事業規模も格段に拡大した。のちに組合の地上拠点となるギガフロート建設などはこの賜物であり、人材不足の事業所に他所からスタッフを融通したり、仕事の相互斡旋などもできるようになったという。
後日、ジャンク屋組合の組合本部は元ザフトの軍事施設ジェネシスα内に置かれることになる。
終戦後、ユニウス条約が締結されると、地球連合、ザフト両軍では、保有台数制限で余剰化した機動兵器の破棄が必要となった。その際、リーアム・ガーフィールドが兵器解体事業への参入を仲間に呼びかけ、正式な組織体系、執行人事が確立された。会長はリーアムが務め、プロフェッサーがその補佐役となる。ほかにも、コバヤシマル・ジューゾーやユン・セファンが所属している。
後述のように、国際条約で中立の遵守を義務づけられているが、ユニウスセブン落下テロ事件後、マティスの策略により双方から敵視され、ジェネシスαを自主解体する事態になる。この敵視の姿勢がのちのち解除されたかどうかの描写は不明。

兵器拾得上の業務特権
主権国家の正規軍の兵器は、たとえ国外の戦場で残骸と化してもその国家の所有物である。このため、本来それを当該国家以外の存在が無断無対価で収得することは国際的に違法である。しかし、リサイクルしなければならない兵器量が激増していたために各国軍は、ジャンク屋に対してリサイクルのための兵器自由拾得の特権を認めた。つまり、ジャンク屋は破壊された兵器再生の代行業（アウトソーシング）となったのである。

権限
- 地球連合、プラント双方の領土で活動できる。
- 組合マークを付けた船舶は、戦時中のプラント以外のあらゆる国家の海港、宇宙港に自由入港できる。戦時中のプラントだけは自由入港を拒否できるため、入港するためには、取引ステーション「出島」で特別入国許可を取らなければならず、入国後も監視員が付く[39]。
- 兵器の自由拾得。兵器の残骸（ジャンク）を拾ったら、保有国家の許可なしで所有できる（ただし、劇中では地球連合、ザフト双方にとって軍事機密にかかわるような兵器や必要物資を拾得した場合に、ジャンク屋の所有と認められずに武力行使を受ける事例もある）。

義務
- 組合加盟業者の所有する船艇の船体、重機の機体には、組合マークを掲示すること。
- 中立遵守。特定の国家に加担しないこと。
- 専守防衛。眼前に脅威が迫っても保有する自衛兵器を使って先制攻撃をしてはならない。
- 守秘義務。業務上知り得たことを他に知らせてはならない

重機開発業務
リサイクル業に伴って高い技術力を有するジャンク屋組合は、加盟業者の使用する宇宙機器や各種重機の自力開発、製造も行っている。
アストレイ系MSをベースとする民間武装重機を開発製造しており、警備戦闘のビームガンやレーザーソード化可能なレーザートーチも開発した。MSの中古兵器売買を業務とすることもあり、ロウ・ギュールたちは、ドレッドノート用のイータ・ユニットの製作やリ・ホームへの陽電子破城砲の装備を行う。
開発した重機を他業者に販売したり、銃器の開発そのものを他事業者と共同で行うこともある（シビリアンアストレイDSSDカスタムなど）。

リサイクル業務の実態
先述のように各国は、ヤキン戦役開戦で激増した兵器リサイクルの手段として、ジャンク屋の特権を認めた。しかし、MBF-P0- アストレイシリーズやYMF-X000A ドレッドノートなど、ジャンクではない正規軍最新兵器のMSやザフトの製造したレアメタルと言った最新技術による物資をリサイクル業務中偶発的に、あるいは特殊な事情のもとに入手し、それを速やかに手放さず私物化していた例もある。ほかにも、あるジャンク屋チームが業務中に意図せず軍事機密を知ったという例もある。
開発したMS
- MWF-71JG レイスタ
- MWF-JG73 シビリアンアストレイJGカスタム
- UT-1D シビリアンアストレイDSSDカスタム

### 商業組合
『ASTRAY 天空の皇女』に登場。地球連合の商業を管理する組合であるが、実質的にはフェアネス・ツヴァイクレが支配している状態となっている。

### P・M・P社
正式名はPropulsion&Machinery Progress社。大西洋連邦の航空機メーカー。スカイグラスパーやスピアヘッド、初期開発段階でのI.W.S.P.を開発した。

### フジヤマ社
東アジア共和国にある企業。地球連合軍のミサイルやそれに搭載されるセンサーなどを開発している。また、コスモグラスパーの開発にも携わっている。GAT-Xシリーズ開発の際には、同企業から技術者が非公式に出向するかたちでビーム兵器開発にも携わった。MS開発では他社に遅れていたが、モルゲンレーテ社からの技術者を受け入れることで完成に至る。その一方でザフトより亡命してきたパイロットを監視付きでMSの実戦試験を行うといったことも行っている。
フジヤマの正式な表記は「FUJIYAMA」と表記され、これは「Future Japan Industrial Yield And Manufacturing」の頭文字となる。
開発したMS、MA
- GAT-FJ108 ライゴウ
- FXet-565 コスモグラスパー（モルゲンレーテ・エアロテック社他数社との共同開発）

### マイウス・ミリタリー・インダストリー社
プラントのマイウス市にある企業。ほぼ国営企業の体を成しており、MSの製造も請け負っている。装備類ではMS用の銃器をおもに開発・製造。C.E.73年では重斬刀を手掛けているマティウス・アーセナリーに対抗し、MMI-558 テンペスト ビームソードのようなビームと実体刃を兼ね備えた装備の開発も行っている。
開発した兵器
- MMI-GAU1 サジットゥス 20mm近接防御機関砲（ジャスティス）
- MMI-GAU2 ピクウス 76mm近接防御機関砲（ゲイツ、ゲイツR、火器運用試験型ゲイツ改、ドレッドノート、フリーダム、リジェネレイト、テスタメント、プロヴィデンス、カオス、セイバー）
- MMI-GAU25A 20mm CIWS（インパルス、カオス、アビス、ガイア、セイバー、ドムトルーパー）
- MMI-GAU26 17.5mm CIWS（デスティニー、レジェンド、インフィニットジャスティス）
- MMI-GAU27D 31mm近接防御機関砲（ストライクフリーダム）
- MMI-GAU1717 12.5mm CIWS（カオス、アビス、ガイア）
- MMI-GAU2436 22.5mm4銃身機関砲（バビ）
- MMI-M19 14mm2連装近接防御機関砲（ガズウート）
- MMI-M19L 14mm2連装近接防御機関砲（インフィニットジャスティス）
- MMI-M7S 76mm重突撃機銃（ディン、シグー）
- MMI-M8A3 76mm重突撃機銃（ジン）
- MMI-M70 トリウィム3連装軽砲（ガズウート）
- MMI-M182 航空ガンランチャー（バビ）
- MMI-M1001 90mm対空散弾銃（ディン）
- MMI-XM17 試製37.5mm極超高初速ライフル（ジンオーカー）
- MMI-M15 クスィフィアス レールガン（火器運用試験型ゲイツ改、フリーダム）
- MMI-M15E クスィフィアス3 レール砲（ストライクフリーダム）
- MMI-M16XE2 デリュージー超高初速レール砲（ブラストシルエット）
- MMI-M20S ポルクスIX レールガン（ゲイツR）
- MMI-TT04 405mmマーク2多目的魚雷4連装ランチャー（ジンワスプ）
- MMI-TT101Mk9 高速誘導魚雷（アビス）
- MMI-M633 ビーム突撃銃（ザクウォーリア、ザクファントム）
- MMI-M636K ビームカービン（ジンハイマニューバ2型）
- MMI-M826 ハイドラ ガトリングビーム砲（スラッシュウィザード）
- MMI-X340 パルマフィオキーナ 掌部ビーム砲（デスティニー）
- MMI-558 テンペスト ビームソード（グフイグナイテッド）
- MMI-710 エクスカリバー レーザー対艦刀（ソードシルエット）
- MMI-714 アロンダイト ビームソード（デスティニー）
- MMI-RD11 空力防盾（セイバー）
- MMI-RG30 巡航機動防盾（カオス）
- MMI-RG59V 機動防盾（インパルス）
- MMI-RS1 機動防盾（ガイア）
- MMI-M729 エンジン（ジンハイマニューバ）

### マティウス・アーセナリー社
プラントのマティウス市にある企業。艦船に用いられる外装甲技術に強く、そのノウハウともとに重斬刀の開発・製造を行っている。MS用ビーム兵装も数多く担当。
開発した兵器
- MA-M3 重斬刀（ジン、ジンハイマニューバ）
- MA-M4 重斬刀（シグー）
- MA-M92 斬機刀（ジンハイマニューバ2型）
- MA-M01 ラケルタ ビームサーベル（火器運用試験型ゲイツ改、ジャスティス、フリーダム）
- MA-M02G シュペールラケルタ ビームサーベル（インフィニットジャスティス、ストライクフリーダム）
- MA-M02S ブレフィスラケルタ ビームサーベル（インフィニットジャスティス）
- MA-M941 ヴァジュラ ビームサーベル（フォースシルエット、カオス、ガイア、セイバー）
- MA-X200 ビームソード（ミーティア）
- MA-X848HD 強化型ビームサーベル（イージーウィザード）
- MA-MV03 2連装ビームクロー（ゲイツ）
- MA-MV04 複合兵装防盾システム（ドレッドノート）
- MA-MV05 複合防盾（ゲイツR）
- MA-V05A 複合兵装防盾システム（プロヴィデンス）
- MA-SX628 ドリルランス フォーディオ（ドムトルーパー）
- MA-MR ファルクスG7 ビームアックス（スラッシュウィザード）
- MA-M8 ビームトマホーク（ザクウォーリア、ザクファントム）
- MA-M80 デファイアント ビームジャベリン（ブラストシルエット）
- MA-M80S デファイアント改 ビームジャベリン（レジェンド）
- MA-M757 スレイヤーウイップ（グフイグナイテッド）
- MA-XM434 ビームクロウ（カオス）
- MA-M1911 高エネルギービームライフル（インフィニットジャスティス）
- MA-M20 ルプス ビームライフル（火器運用試験型ゲイツ改、ジャスティス、フリーダム）
- MA-M21G ビームライフル（ゲイツ、ゲイツR）
- MA-M21KF 高エネルギービームライフル（ストライクフリーダム）
- MA-M22Y ビームライフル（ドレッドノート）
- MA-M221 ユーディキウム ビームライフル（プロヴィデンス）
- MA-M343 ビームライフル（バビ）
- MA-BAR70 高エネルギービームライフル（セイバー）
- MA-BAR71XE 高エネルギービームライフル（ガイア）
- MA-BAR72 高エネルギービームライフル（インパルス）
- MA-BAR721 高エネルギービームライフル（カオス）
- MA-BAR73/S 高エネルギービームライフル（デスティニー）
- MA-BAR76T 高エネルギービームライフル（プロヴィデンスザク）
- MA-BAR78F 高エネルギービームライフル（レジェンド）
- MA-4B フォルティス ビーム砲（火器運用試験型ゲイツ改、ジャスティス）
- MA-6J ハイパーフォルティス ビーム砲（インフィニットジャスティス）
- MA-7B スーパーフォルティス ビーム砲（セイバー）
- MA-80V ビーム突撃砲（ストライクフリーダム）
- MA-81R ビーム突撃砲（カオス、ガイア）
- MA-M1217R 高エネルギービーム砲（アッシュ）
- MA-X223E 3連装ビーム砲（アビス）

### モルゲンレーテ社
オーブのオノゴロ島に本社と工場施設をもつ、国営の兵器開発企業。関連会社として航空機開発をおもに担当するモルゲンレーテ・エアロテック社がある。また、連合諸国にも国外支社を設けている。
もともとは軍事に関わりのあるサハク首長家とのつながりが強く、その働きかけによるパワーパック技術の提供、ストライカーシステムの開発プロジェクト勝ち取りを経て、最終的に大西洋連邦から初期GAT-Xシリーズの製造請け負いを、裏からの協力というかたちで勝ち取った。また、このときに手に入れた連合のGAT-Xシリーズの技術を盗用し、さらに基本構造まで合わせて完成させた機体であるアストレイの開発製造や、アークエンジェルの建造なども行っている。
C.E.71年6月16日のオーブ解放作戦では、ウズミの命令によってオノゴロ島の工場施設は自爆消滅。『機動戦士ガンダムSEED DESTINY』の時代では再建が完了し、アークエンジェルクルーを偽名で社員として迎え入れる。また、大破したフリーダム、アークエンジェルの修理を行う。
モルゲンレーテはドイツ語で「朝焼け」、「暁」の評議会の意。
開発したMS
- GAT-X102 デュエル（大西洋連邦との共同開発）
- GAT-X103 バスター（大西洋連邦との共同開発）
- GAT-X105 ストライク（大西洋連邦との共同開発）
- GAT-X207 ブリッツ（大西洋連邦との共同開発）
- GAT-X303 イージス（大西洋連邦との共同開発）
- MBF-M1 M1アストレイ
- MBF-M1A M1Aアストレイ
- MBF-M01+EF-24R M1アストレイ シュライク装備型
- MBF-02 ストライクルージュ
- ORB-01 アカツキ
- MVF-M11C ムラサメ
- MVF-M12A オオツキガタ
- MBF-P01/02/03/04/05 アストレイ

#### モルゲンレーテ・エアロテック社
モルゲンレーテ社の子会社。P・M・P社、アドヴァンスト・スペース・ダイナミック社、フジヤマ社ほか、数社とコスモグラスパーを共同開発している。また、もともと戦略爆撃機として計画されていたエクリプスの開発も行っている。

### ロムテクニカ社
ユーラシア連邦製MSであるハイペリオンのビームナイフRBWタイプ7001を開発した。

## 民間組織、その他組織

### 愛の花束
『機動戦士ガンダムSEED ECLIPSE』にて登場。オーブのNGO団体。

### 紅いMSの会
ジセム・アベルの所属するMSファンクラブ。紅いMSはアストレイ レッドフレームのことを指す。南アメリカ大陸のジャンク屋組合主催で開かれた「民間モビルスーツ大博覧会」のイベントとしてM1アストレイ、レイスタ、シビリアンアストレイなどをレッドフレームのレプリカとして改造し、それを披露する「紅の祭」を企画した。

### 一族
『機動戦士ガンダムSEED DESTINY ASTRAY』から登場。地球圏に古くから存在する組織であり、人類を存続させるという目的のため、ときには戦争すら画策する。絶滅戦争や際限のない幸福の追求を抑止し、人類を管理することを目的としており、戦争のような不幸を意図的に発生させ、人口削減を行っている。また、戦争が破滅的な様相を見せればそれに対する介入も行っている。
一族出身のマティスは表向きは地球連合の情報機関に属している。一族にはいくつかの掟があり、そのひとつである「一族の党首は女性である」に従って、女装して性別を偽っていたサー・マティアスが追放されて、地球連合諜報機関所属のマティスが党首を務めている。複数の民間軍事企業はこの一族の傘下にあった。
C.E.73年 - 74年間の大戦では、ロゴスメンバーであるロード・ジブリールへ情報提供を行い、連合、プラント間の対立を扇動していた。また、プラント最高評議会議長であるギルバート・デュランダルの行動に対しては見届ける姿勢を示す。
『DESTINY ASTRAY B』では、叢雲劾を始末させるためにダンテ・ゴルディジャーニ、エルザ・ヴァイスへの協力を行っており、グフイグナイテッドをグフクラッシャーへと換装、グフクラッシャーをグフクラッシャー改、アストレイノワールをアストレイノワールDに改装したほか、ソードピストルを完成させるための情報提供も行う。
目的の邪魔となる13人の人物たちを「イレギュラー13」としてマークしている（劇中では13人全員の名前が語られることはない）。ただし、ジェスの場合は予想外の存在として扱っている。
イレギュラー13の該当者
- A（エース）：キラ・ヤマト
- 2：ロウ・ギュール
- 3：叢雲劾
- 4：プロフェッサー
- 6：エドワード・ハレルソン
- J（ジャック）：ジャン・キャリー
- Q（クィーン）：ラクス・クライン
- JOKER（ジョーカー）：ジェス・リブル

マティスの死とともに組織は終焉を迎えるが、組織の遺産（情報網など）は少なからず残存しており、構成員であったイルド・ジョラールや近縁組織であるライブラリアンがそれらを入手する。

### FASA
大西洋連邦が設立した宇宙機関。木星住還船「ツィオルコフスキー」による有人木星探査プロジェクトにより「Evidence01」を発見した。
名称は「Federal Aeronautics and Space Administration＝連邦航空宇宙局」の略。

### 荒野の野犬
『機動戦士ガンダムSEED DESTINY ASTRAY R』にて登場。おもにアフリカ大陸の砂漠地帯で活動している、ラッキー・ラッキーをリーダーとする何でも屋の集団。メンバー全員がバクゥ、またはその系列機に搭乗して移動している。

### 国際緊急事態管理機構
『機動戦士ガンダムSEED C.E.73 STARGAZER』で登場。災害や戦争といった、世界規模の危機管理を司る国際機関。地球全体に非常事態を宣言したり、地球連合軍や各国の全軍に災害出動命令を発令する権限をもつ。

### サーカス
『機動戦士ガンダムSEED DESTINY ASTRAY』から登場。一族が運営する兵士養成機関。遺伝子調整に失敗して親に捨てられたコーディネイターの子どもを引き取り、一流の兵士へと育てる。育成された兵士は一族の実行部隊として活動するほか、特殊部隊員や企業の私兵として高値で取引されている。カイト・マディガンやイルド・ジョラールは、ここの出身者である。

### ジョージ・グレン友の会
『機動戦士ガンダムSEED ASTRAY』に登場。エヴィデンス01を天使と考え、その化石を発見したジョージ・グレンを英雄として信奉している民間団体。グレン以外のコーディネイターをグレンをまねた悪の手先と考えており、会長のモンドを含めて構成員にはナチュラルしかいない。そのため、ブルーコスモスと同質の思想集団と見られることも少なくない。ただしブルーコスモスとは違い、武力弾圧や殺戮といった直接的なコーディネイター排斥運動は展開していない。

### ターミナル
『機動戦士ガンダムSEED DESTINY』と『機動戦士ガンダムSEED FREEDOM』の作中や設定面で存在する組織。
作中ではラクス・クラインやアークエンジェルへの情報提供や支援を行っているという台詞が存在するほか、ポートタルキウスから出航するミネルバを監視していた諜報員が描写されている。『SEED DESTINY』の本放送時の書籍では、国や組織問わず各方面と情報交換をしている非政府組織であり、世界各国にエージェントが存在することから各国政府の情報機関並みの情報力を有しているとされる。いずれの陣営にも属しておらず、『SEED DESTINY』の時点ではどちらかといえばラクスやアークエンジェルに好意的とされている。
プラモデル商品の解説文では、第1次連合・プラント大戦の際にシーゲル・クラインが立ち上げたレジスタンス組織が前身と言われており、地球連合、プラントなどの非戦派が集まって結成された非政府組織としている。ファクトリーとも繋がりがある。
『機動戦士ガンダムSEED FREEDOM』では、世界平和監視機構「コンパス」の情報支援組織になっており、アスラン・ザラとメイリン・ホークが出向しており、ファウンデーション王国やブラックナイトスコードの内情や目的等を調査していた。

### D.S.S.D
『機動戦士ガンダムSEED C.E.73 STARGAZER』から登場。火星軌道以遠領域（火星圏は入植済み）の探査および開発を目的に設立された機関。「フロンティアの前進」をかかげ、あらゆる国家・体制・宗教・民族を超越し人類という「種 (SEED)」をより遠くの宇宙に送り出すことを基本理念としている。地球連合、プラント、非同盟中立国家群が共同で設立に参画した。
「中立」組織と設定されているが、作中の登場人物であるエドモンド・デュクロのように地球軍将校から天下りしたスタッフも存在する。また、オーブ連合首長国とは同国国営企業モルゲンレーテ社製軍事技術のライセンス契約を結んで独自のMSを保有している。また、出資国にはその見返りとして技術提供を行っている。ただし、提供技術の軍事利用は承諾していない。
『STARGAZER』劇中によると、第一級管制官の資格試験はコーディネイターでも2年かかるほど難易度が高く、エドモンドは「（ナチュラルである自分は）6年かければいい」と発言する場面がある。
おもな施設として南米フォルタレザ郊外のD.S.S.D技術開発センター、宇宙での研究開発拠点であるD.S.S.Dトロヤステーション、地球圏外縁バウトロヤのD.S.S.D補給ステーションなどがある。このうち、トロヤステーションはC.E.73年の段階で未完成である。
D.S.S.Dは、「Deep Space Survey and Development Organization＝深宇宙探査開発機構」の略。
開発したMS
- スターゲイザー
- シビリアンアストレイDSSDカスタム

### DEFROCK
ミゲル・アイマンがプラント時代に作っていた個人的なチーム。パイロットやメカニック、エンジニアなどさまざまな職種の人物が所属し、ミゲルをフォローしていた。

### プラント理事国
第1次連合・プラント大戦開戦前に事実上プラントを所有し、運営していた三国の呼び方。プラント建設時に出資した大西洋連邦、ユーラシア連邦、東アジア共和国が該当し、開戦前は既得権益を保護するもくろみもあり、コーディネイターの独立運動を認めなかった。大戦後はユニウス条約の調印により、プラントは理事国からの完全な独立を果たし、国家として承認された。

### ブルーコスモス

#### 聖なる大地
ブルーコスモスの関連組織。『機動戦士ガンダムSEED DESTINY スペシャルエディション 砕かれた世界』の冒頭でザフトのサンディエゴ基地に爆弾テロを仕掛けた疑いが濃厚であるとニュースで報じられている。

### ロゴス
地球圏に古の時代から存在する軍産複合体にして、ブルーコスモスの母体組織。

### バウトロヤ
L4地点に存在する宇宙開発ポイントで、C.E.における宇宙開発の最前線となっている。
同地点には、D.S.S.Dの中継ステーションも置かれている。